# Parc national de Midongy du Sud
Le parc national de Midongy du Sud, ou parc national Befotaka-Midongy est un parc national de Madagascar créé en 1997. Le site est couvert majoritairement par de la forêt appartenant aux deux écorégions de la forêt tropicale humide des basses-terres et de la forêt subhumide des hautes terres. C'est l'habitat de nombreux lémuriens et du canard de Meller, une espèce de canard endémique.
Il s'étend entre 689 et 1 679 mètres d'altitude à son sommet : le mont Papango.

## Géographie

### Localisation
Le parc national de Midongy du Sud est situé à environ 42 km de Befotaka, 90 km de Vangaindrano dans la région d'Atsimo-Atsinanana, dans le sud-est de l'île de Madagascar.
Il est possible de s'y rendre via la RN7 depuis Antananarivo  jusqu’à Ambohimahasoa, puis la RN25 jusqu’à Irondro, la RN12A pour Vangaindrano et enfin en continuant par la RNT18 jusqu’à Midongy du Sud-Befotaka.

### Climat
Le climat est tropical humide de montagne, la température moyenne annuelle est de 18 °C.

### Description
Le territoire du parc est constitué des deux ensembles forestiers reliés par un fin corridor : la forêt de la « forêt de Soarano » qui fait 24 145 ha et la « forêt de Befotaka » de 43 423 ha.
Le parc est traversé par la rivière Itomampy, qui prend sa source dans les montagnes anosyennes et une multitude d'autres rivière de moindre importance. Le relief y est marqué par des pentes très accentuées.

## Histoire
Le nom de Midongy, qui signifie « Bouder » en malgache, est attribué, par la légende, au fait que le roi Zafimandro aurait boudé pour convaincre son frère de l'aider à déloger ses ennemies retranchés dans la montagne de Kidiberohoka, au XIXe siècle.
Des pèlerinages traditionnels ont lieu sur le site de Midongy-Befotaka depuis des temps immémoriaux.
Ce qui est devenu, aujourd'hui, le parc national, a été classé par les autorités coloniales depuis 1953, avec un grand lot forestier. C'est en 1996 qu'il a obtenu son statut actuel.

## Gestion
Le parc national de Midongy du Sud est géré par Madagascar National Parks, opérateur historique des aires protégées de Madagascar. Le financement est assuré par la banque mondiale et la Fondation pour les aires protégées et la biodiversité de Madagascar.

## Population et activités humaines
Autour du parc, les villages sont habités par des Baras et des Antaisakas, les deux ethnies partagent la même structure sociale. Les activités principales sont l'élevage de bovins et la culture.
La principale menace anthropique qui pèse sur le milieu est la pratique du « tavy » ou brûlis, pour étendre les zones agricoles. La population locale pratique également la chasse et la récolte de divers produits forestier, dont le bois pour la transformation en charbon.

## Biodiversité

### Flore
699 espèces d'angiospermes, classée dans 102 familles, ont été recensées dans le parc. Deux familles tout entière sont endémiques de Madagascar.
Parmi les espèces structurantes de la forêt on trouve cinq espèces de palissandre, trois d'ébènes, ainsi que Dombeya hafotsy (Malvaceae), Streptocarpus papangae (Gentianaceae) et Elatostema papangae (Urticaceae).
Dans les zones marécageuses, qui représentent environ 10 % de la surface du parc national, la végétation comprend des Pandanus et des carex.

### Faune
La forêt du parc de Midongy accueille une faune variée avec un endémisme marqué, 93 espèces d'oiseaux dont 52 endémiques à Madagascar.
Les lémuriens sont présents avec le Propithèque de Milne-Edwards, le Aye-aye et Eulemur collaris. Les populations d'Eulemur collaris des deux parties du parc (Soarano et Befotaka) sont isolées génétiquement l'une de l'autre et par rapport aux autres populations de l'espèce, ce qui illustre la difficulté, pour les espèces forestières, de passer d'une zone à l'autre.
La diversité de l'herpétofaune n'est pas spectaculaire pour l'île, néanmoins 30 espèces d'amphibiens et 11 de reptiles ont été recensées en une seule expédition en septembre-octobre 2005.

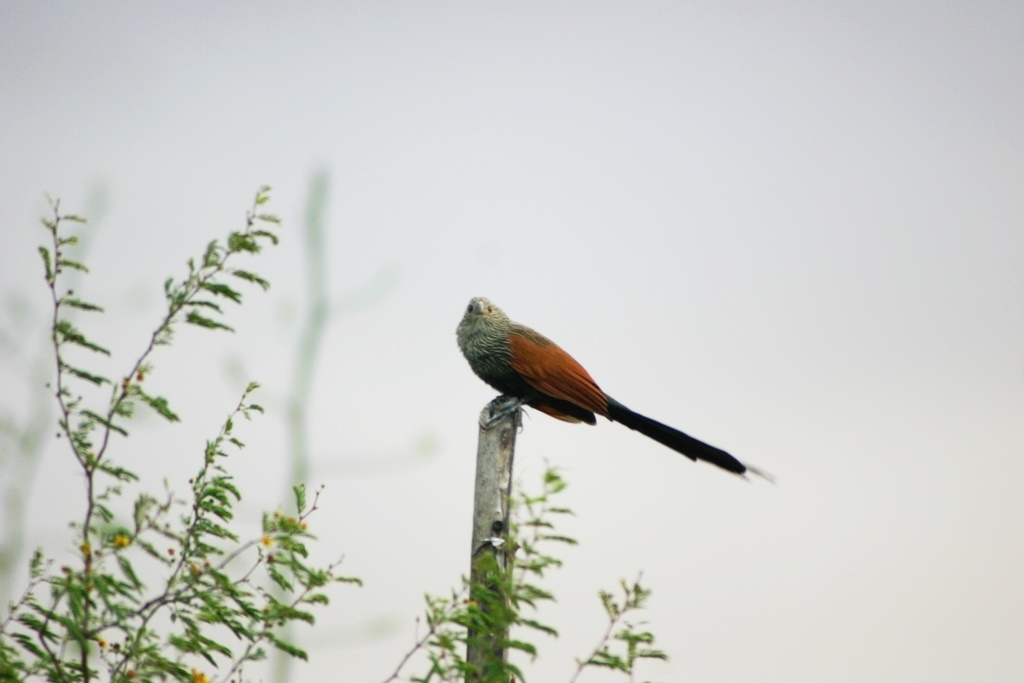
Le Toloho, Centropus toulou
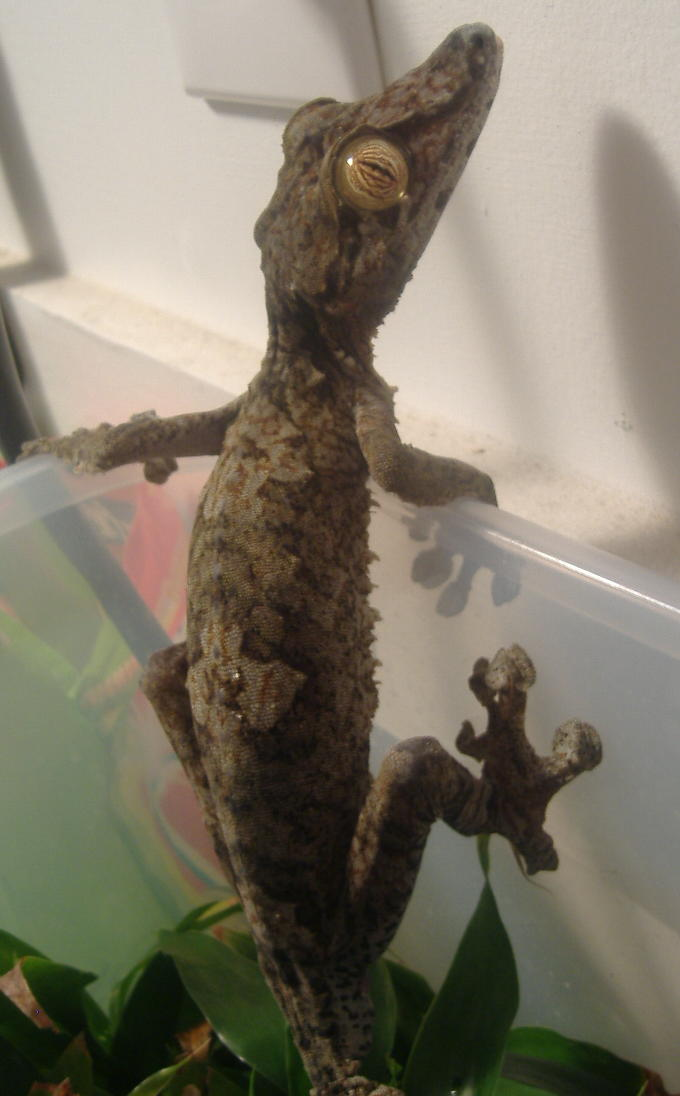
Le Gecko Uroplatus fimbriatus
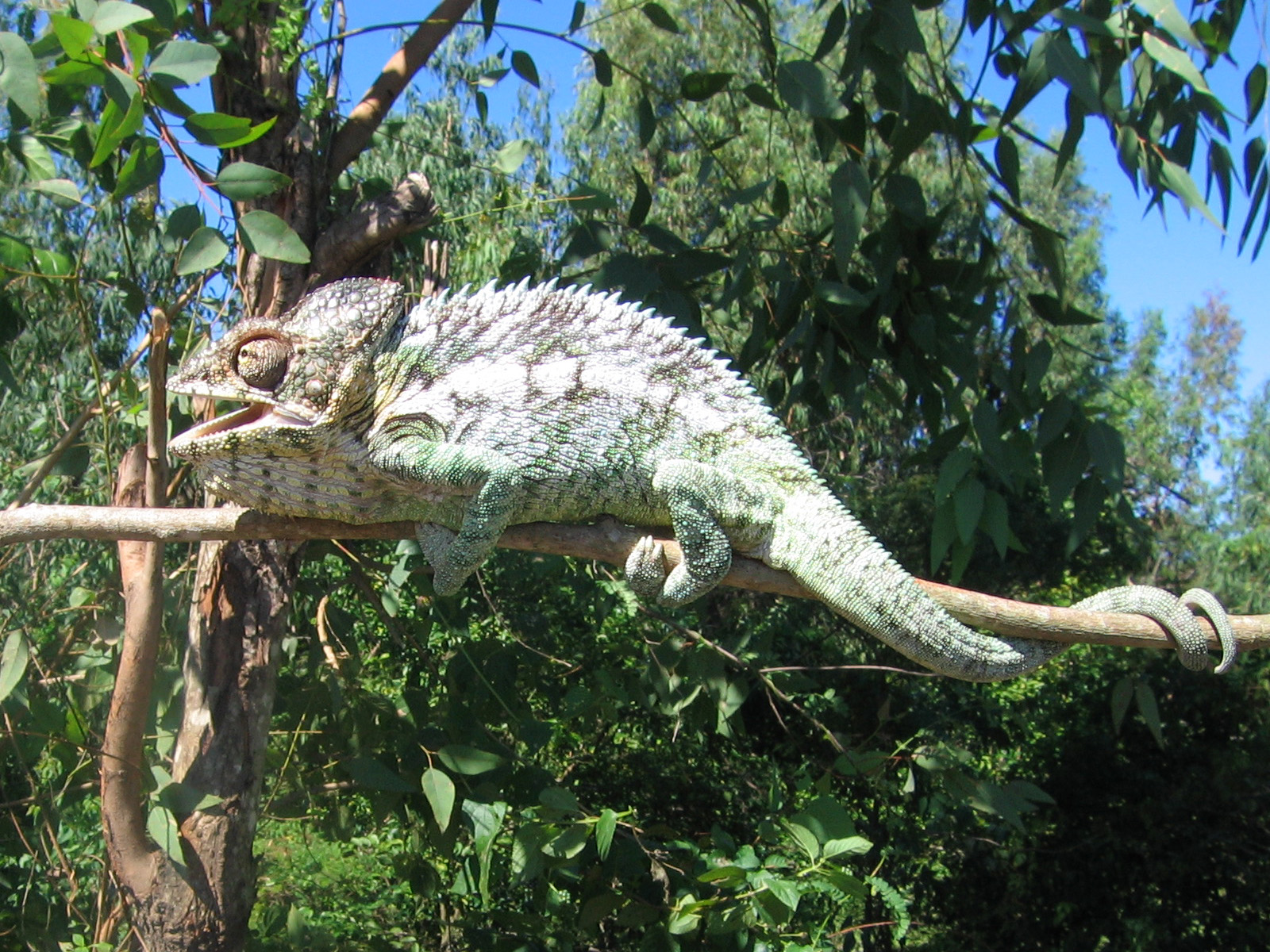
Le Caméléon Verruqeux
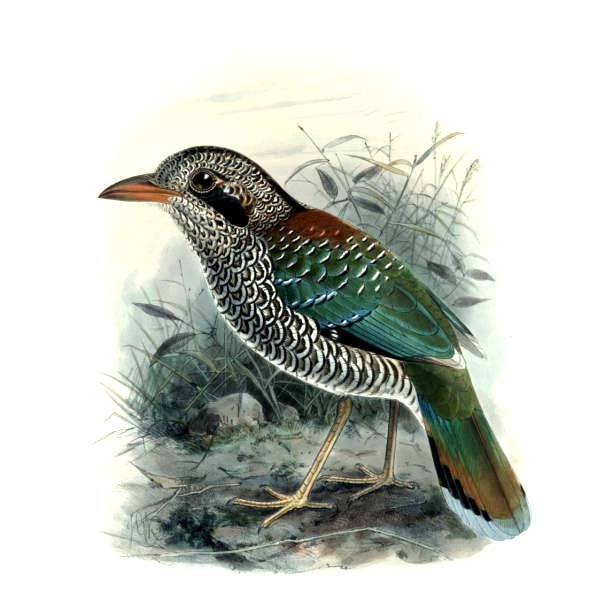
Le Rollier terrestre écailleux
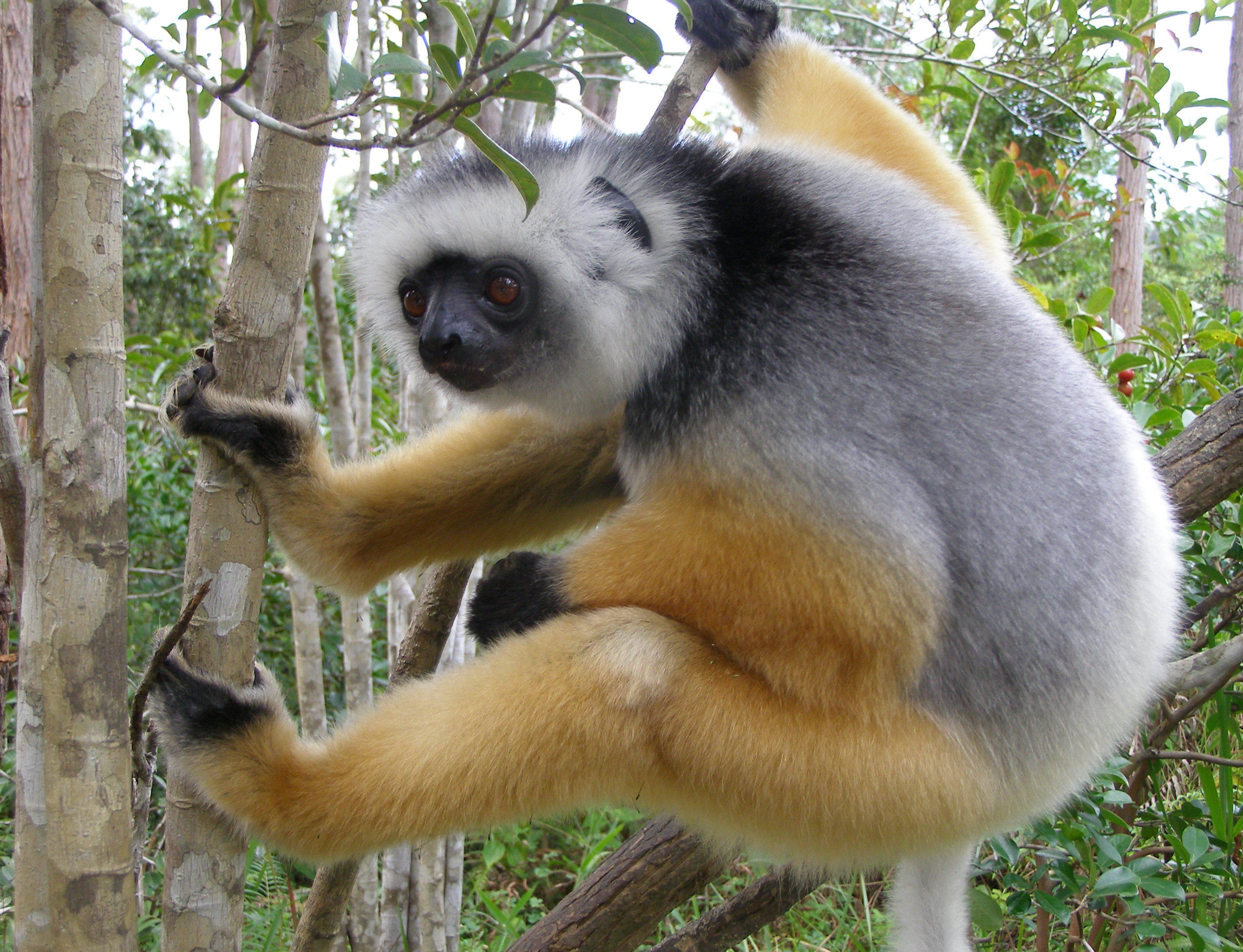
Propithecus diadema
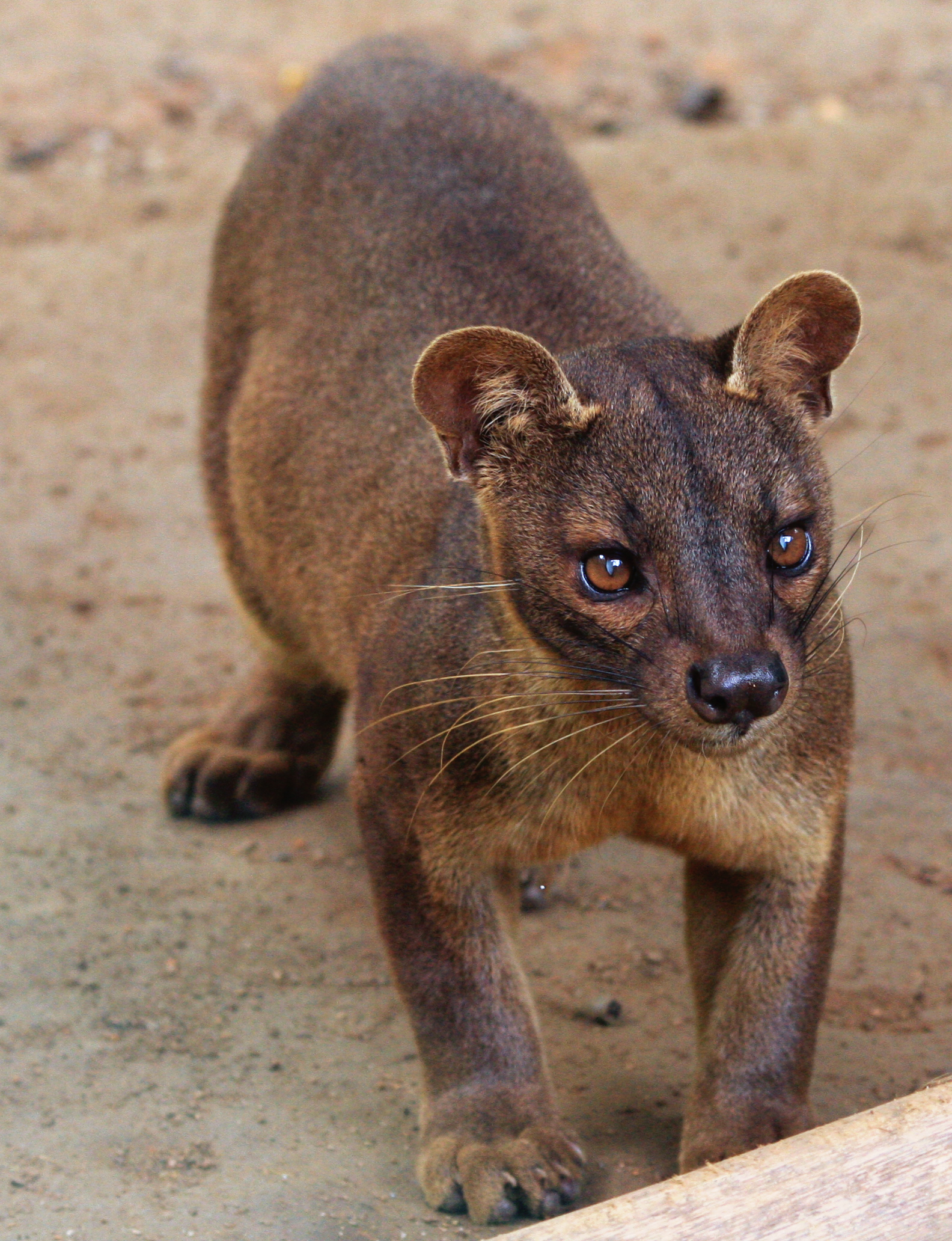
La Fossa